# Adam Małkiewicz
Adam Małkiewicz (ur. 3 lutego 1936 w Krakowie, zm. 25 czerwca 2021 tamże) – polski historyk sztuki, profesor nauk humanistycznych, profesor na Uniwersytecie Jagiellońskim i Uniwersytetu Papieskiego Jana Pawła II w Krakowie.

## Życiorys
Absolwent I Liceum Ogólnokształcącego im. Bartłomieja Nowodworskiego w Krakowie. Ukończył historię sztuki na Uniwersytecie Jagiellońskim, tamże obronił pracę doktorską pod kierunkiem prof. dra hab. Adama Bochnaka. W latach 1962–2007 pracował w Instytucie Historii Sztuki UJ, kilkukrotnie będąc jego dyrektorem (1979–1984, 1991–1992, 1999–2002; w latach 90. XX wieku zreformował program studiów). W 2008 roku został zatrudniony w Instytucie Historii Sztuki i Kultury Papieskiej Akademii Teologicznej w Krakowie, przekształconej w roku 2009 w Uniwersytet Papieski Jana Pawła II.
W latach 1992–1996 był wicedyrektorem Muzeum Narodowego w Krakowie.  Był członkiem Polskiej Akademii Umiejętności, przewodniczącym Komisji Historii Sztuki PAU (2013–2021), a także członkiem Komitetu Nauk o Sztuce PAN, członkiem honorowym Stowarzyszenia Historyków Sztuki, Towarzystwa Miłośników Historii i Zabytków Krakowa, redaktorem „Zeszytów Naukowych UJ. Prac z Historii Sztuki"  i „Folia Historiae Artium”, „Rocznika Historii Sztuki” i „Rocznika Krakowskiego”, członkiem Rad Muzealnych Muzeum Narodowego w Krakowie i Zamku Królewskiego na Wawelu – Państwowych Zbiorów Sztuki (2015–2019).
Zajmował się sztuką i architekturą nowożytną, zwracając uwagę na związki polsko-włoskie i badaniami nowożytnego piśmiennictwa o sztuce i dziejach polskiej historii sztuki. 
W styczniu 2001 za książkę Theoria et praxis. Studia z dziejów sztuki nowożytnej i jej teorii otrzymał Nagrodę Krakowska Książka Miesiąca. Za swoje zasługi był wielokrotnie odznaczany: w 1983 Złotym Krzyżem Zasługi, w roku 2006 Medalem Komisji Edukacji Narodowej, a także w latach 2006 i 2007 Nagrodą Rektora UJ.
Pochowany na cmentarzu Rakowickim (Wojskowym) w Krakowie (kwatera LXXXIV- 6-50). 

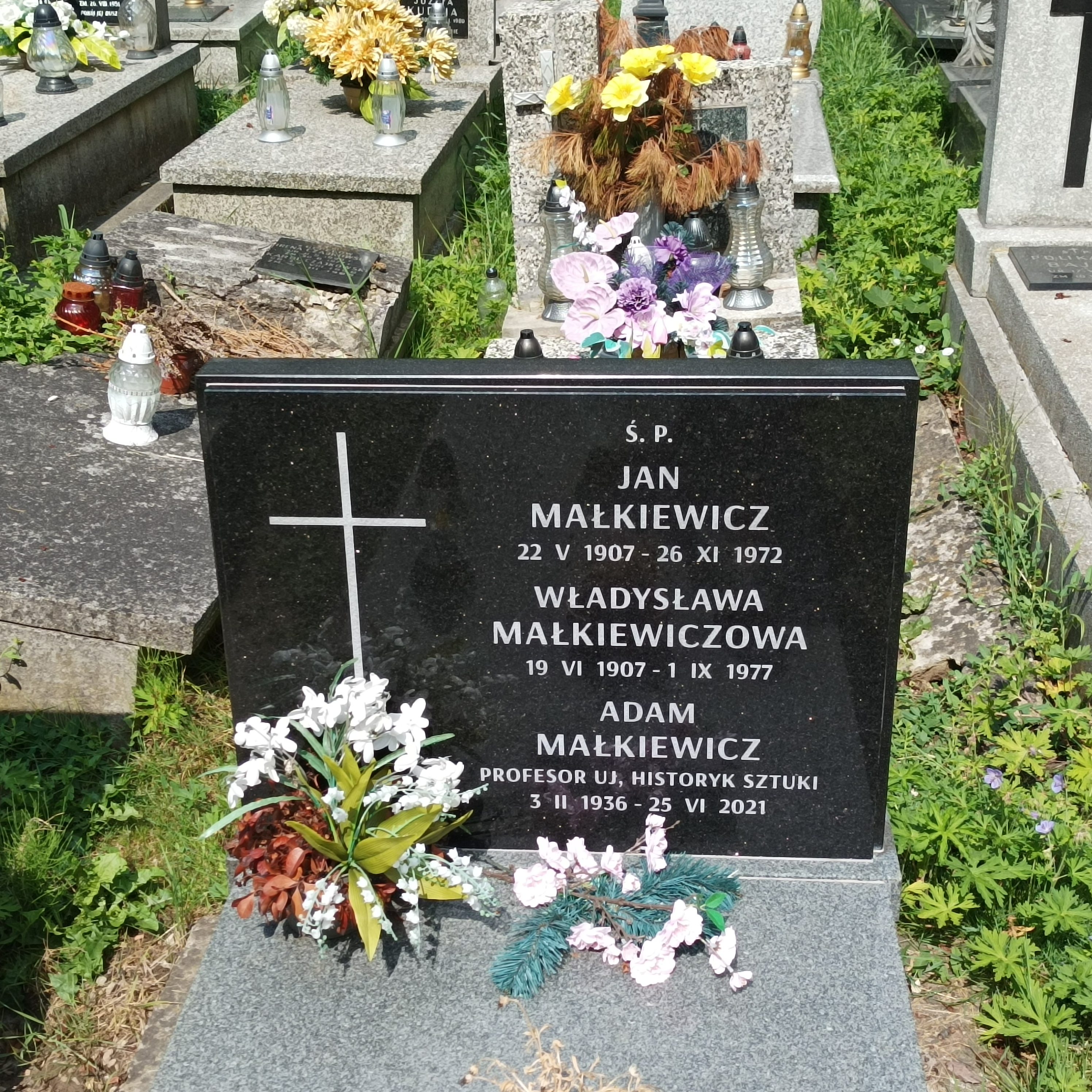
Grób prof. Adama Małkiewicza na cmentarzu wojskowym przy ul. Prandoty w Krakowie

## Wybrane publikacje
- Teoria architektury w nowożytnym piśmiennictwie polskim, 1976[8]
- Theoria et praxis. Studia z dziejów sztuki nowożytnej i jej teorii, 2000[9]
- Z dziejów polskiej historii sztuki. Studia i szkice, 2005